# Erythrometra
Erythrometra is een geslacht van haarsterren uit de familie Antedonidae.

## Soorten
- Erythrometra australis A.H. Clark, 1918
- Erythrometra rostrata A.M. Clark, 1966
- Erythrometra rubra (A.H. Clark, 1907)